# Oude Egypte

Kaart van het oude Egypte met alle grote steden en plaatsen uit de dynastieke periodes (ca. 3150-30 v.Chr.).

Het Oude Egypte was een beschaving die rond 3300 v.Chr. is ontstaan langs de Nijl, bijna 3.000 jaar heeft bestaan en daarmee een van de langst durende beschavingen ooit is geweest. De essentiële factor in het succes van de beschaving was de irrigatie van de landbouwgebieden rond de Nijl. De jaarlijkse overstroming van de Nijl voorzag het gebied steeds van een vruchtbare laag slib en leverde een voorspelbare oogst. De rivier diende tevens als handelsroute. De nadruk lag bij de Egyptenaren op het cyclische karakter van het leven en niet op het lineaire zoals in Sumer. De dood speelde een belangrijke rol en het hiernamaals werd niet gevreesd. In de drieduizend jaar van haar bestaan kende het Oude Egypte perioden van hoogtij en van verval. Zo is het rijk meerdere malen opgesplitst geweest (vaak in een Opper-Egypte en Neder-Egypte) of door volkeren van buitenaf veroverd. De drie grote perioden van stabiliteit worden als het Oude Rijk, Middenrijk en Nieuwe Rijk aangeduid.
Ook de Egyptische mythologie heeft zich in de loop van de millennia ontwikkeld met een uitbreidend pantheon aan goden en zelfs een korte periode van licht monotheïsme. Het land werd geregeerd door een farao die zelf ook als god werd gezien. Er zijn in haar bestaan vele farao's geweest, afkomstig uit 31 dynastiën. Hoe gestructureerd de maatschappij was, wordt duidelijk door de tempels, mastaba's en piramides die deze grootse beschaving naliet. De Grote Piramide van Gizeh, het graf van farao Choefoe (die ook onder de Griekse naam Cheops bekendstaat), is het enige overgebleven monument van zeven wereldwonderen van de antieke wereld. Deze beschaving eindigde, afhankelijk van welke definitie gehanteerd wordt, ofwel in 332 v.Chr. na de verovering door Alexander de Grote ofwel in 30 v.Chr. met de inlijving door het Romeinse Rijk.

## Geschiedenis
De officiële geschiedenis van het oude Egypte begon toen Egypte een verenigde staat werd, ergens rond 3300 v.Chr. Archeologisch bewijsmateriaal wijst er niettemin op dat er in het Nijldal al veel eerder ontwikkelde stadstaten bestonden.
Klimaatverandering speelde een belangrijke rol in het ontstaan van de Egyptische beschaving. Rond het 8e millennium v.Chr. begon in Noord-Afrika een langzame verwoestijning. Er is bewijsmateriaal dat er rond het 7e millennium v.Chr. een landbouwcultuur in de oostelijke Sahara bestond. Bewijzen van menselijke beschaving in de zuidwestelijke hoek van Egypte, dicht bij de grens met Soedan, dateren ook uit de periode voor 8000 v.Chr. Deze gebieden werden langzaam moeilijker te bewonen en rond 25e eeuw v.Chr. vormde zich een woestijn, de Sahara. De stammen van Noord-Afrika migreerden naar elke plek waar nog rivieren aanwezig waren. Zo werden ook de gebieden langs de Nijl bevolkt en ontwikkelde zich hier een landbouweconomie. Als gevolg hiervan werd de maatschappij meer gecentraliseerd. De nakomelingen van deze culturen kunnen ten grondslag liggen aan de Egyptische beschaving in de Nijlvallei. Ook verbindt een recente genetische studie de traditionele bevolking van Boven-Egypte met oostelijk Afrika.

### Oude Rijk

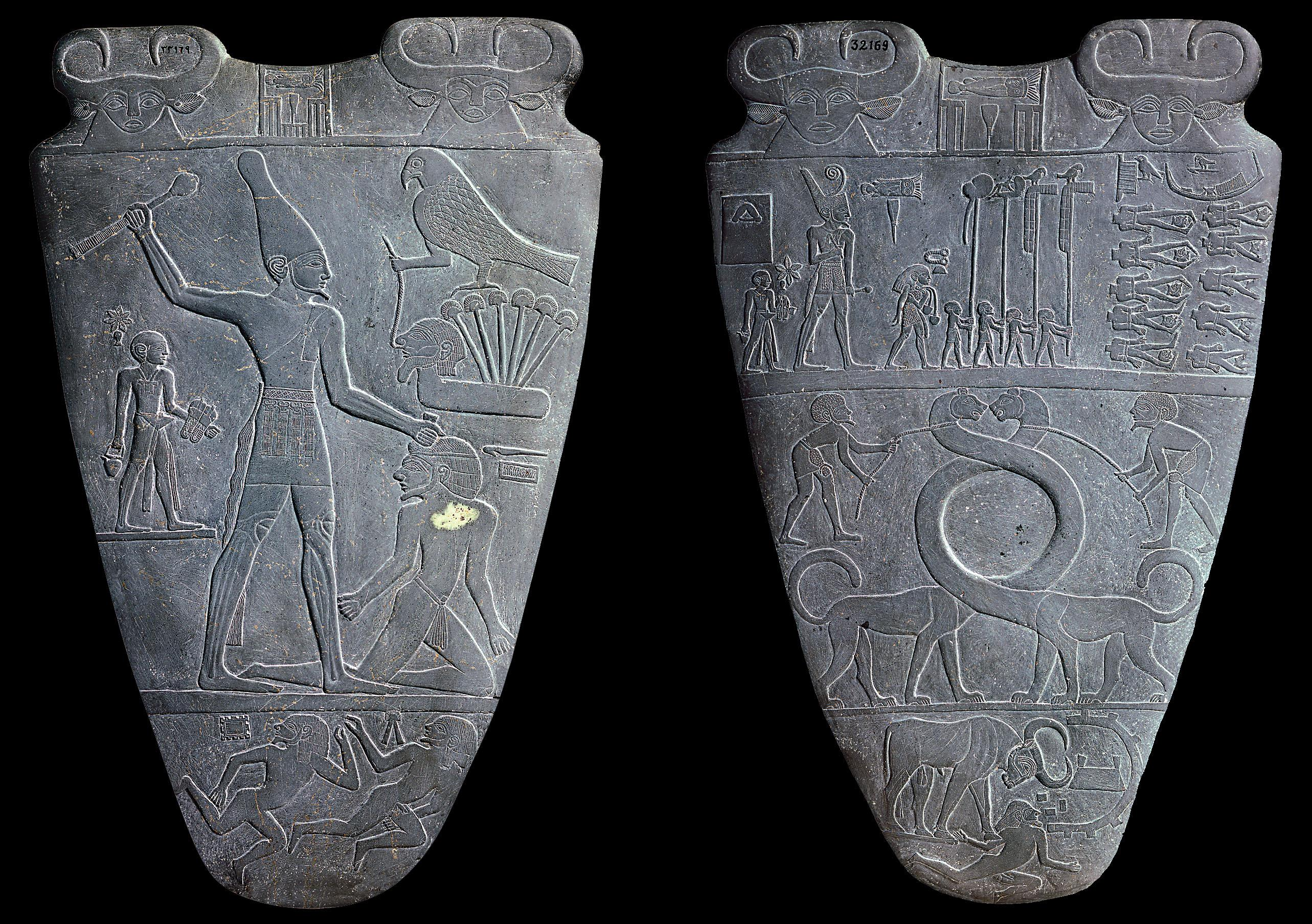
Het Narmerpalet herdenkt de vereniging van Opper- en Neder-Egypte onder één heerser, Narmer

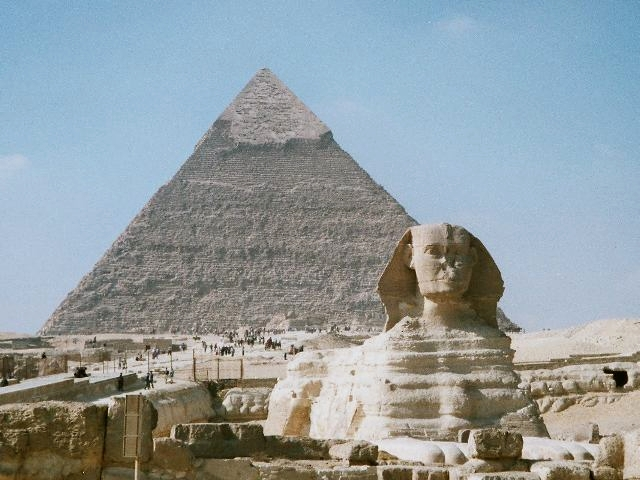
De Sfinx van Gizeh, met op de achtergrond de piramide van Chefren

Waarschijnlijk was Narmer de eerste farao die over heel Egypte heerste. Hij wist als heerser van Opper-Egypte, door verovering en mogelijk huwelijksdiplomatie de controle over Neder-Egypte te krijgen en met hem begon de eerste dynastie. Rond 2639 v.Chr. begon de periode die het Oude Rijk wordt genoemd. Veel van de Egyptische piramides zijn tijdens het Oude Rijk gebouwd. Zo ook de piramides van Gizeh (dicht bij Caïro), die tijdens de vierde dynastie werden gebouwd. Deze getuigen van de macht en de efficiëntie van de faraonische staat en ideologie. De bouw van de piramides en andere grote monumenten tijdens het Oude Rijk werd naar alle waarschijnlijkheid niet uitgevoerd door slaven, maar door boeren die tijdens het overstromingsseizoen geen werk te doen hadden op het land. De zonnereligie werd in deze periode dominant. De zonnegod Ra was ooit een regionale god maar werd langzaamaan de belangrijkste. De farao's gingen zich zoon van Ra noemen, om daarmee hun band met de zonnegod Ra te onderstrepen.

### Eerste Tussenperiode
Met de heerschappij van Pepi II 2150 v.Chr. eindigde het Oude Rijk en begon een periode waarbij verschillende steden, Memphis, Heracleopolis Magna en Thebe streden om de macht. Af en toe was er centraal gezag maar vaak van korte tijd. Mogelijk speelde langdurige droogte een rol in het ontstaan van deze situatie. Het plots verdwijnen van optekeningen en afbeeldingen van de leidinggevende vrouwen viel samen met een opvallende daling van het aantal gezaghebbende functies die voor vrouwen openstonden, waaruit volgens Tyldeslay valt af te leiden dat men met opzet hun inbreng in het publieke leven trachtte te beperken.

### Middenrijk
Rond 2040 v.Chr. verenigt Mentoehotep Nebhetepre het rijk opnieuw en begint een tweede bloeitijd die aangeduid wordt als het Middenrijk. In deze periode is de enige koningin die nog enige inbreng in de geschiedenis had Neferoesobek. Het Middenrijk kende een sterke uitbreiding. Er waren handelscontacten met Syrië, Palestina, Mesopotamië, Kreta en Poent. De Sinaï werd geëxploiteerd voor turquoise en kostbare gesteenten. De controle over Koesj werd versterkt door militaire expedities. Toch bleef Egypte vrij geïsoleerd. Dit veranderde rond 1640 v.Chr. toen de Hyksos in Egypte kwamen. De Hyksos stichtten een rijk in het noorden, maar het zuiden bleef onafhankelijk. Vanuit het zuiden werd een heroveringsoorlog begonnen die eindigde rond 1550 v.Chr.

### Nieuwe Rijk

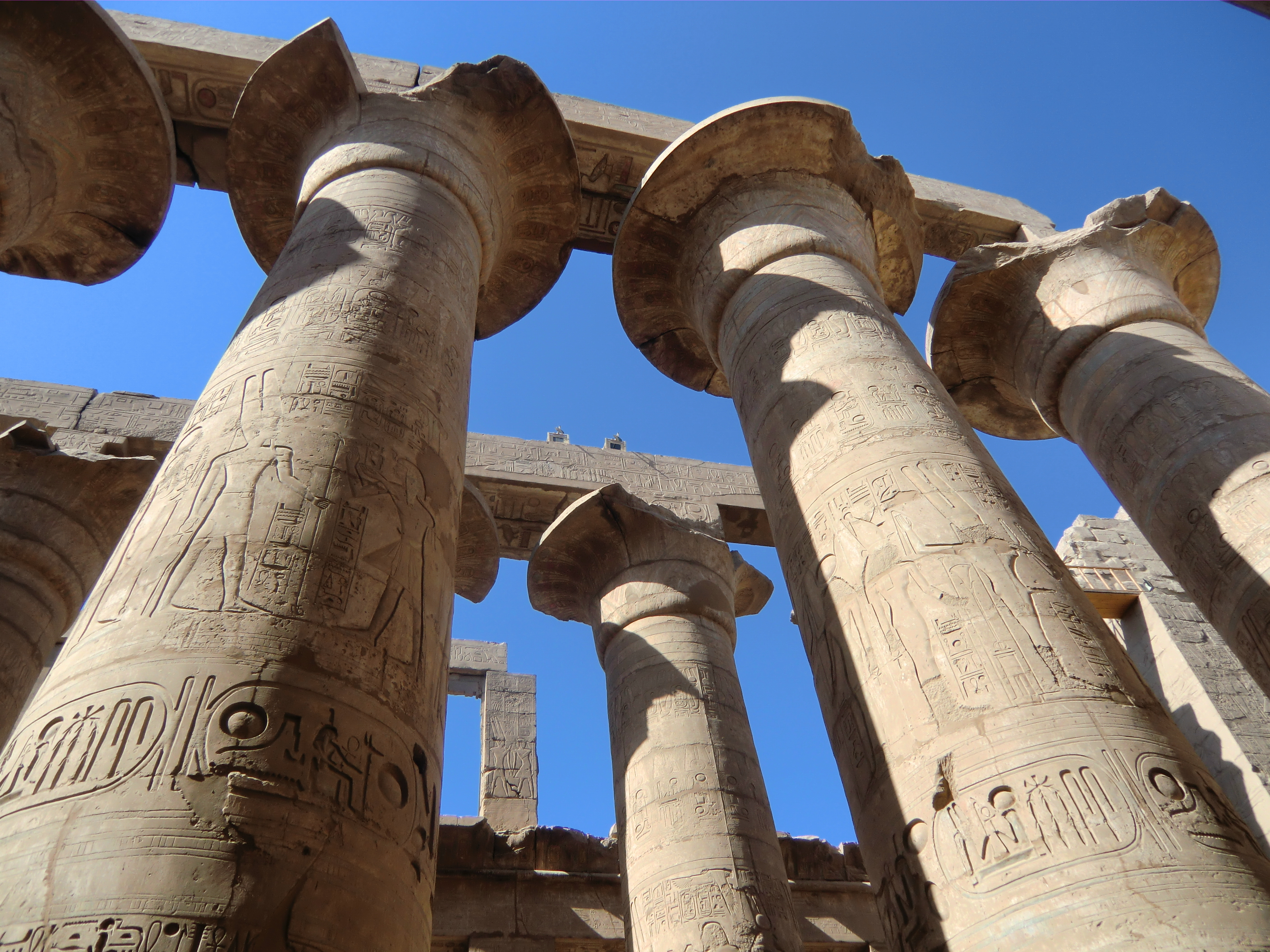
Pilaren in het tempelcomplex van Karnak

Het Nieuwe Rijk ving aan met de overwinning van Kamose op de Hyksos en betekende een nieuw hoogtepunt voor de Egyptische beschaving. De soevereine dames treden uit hun achtergrondpositie en accentueren hun macht als individu en als goddelijke vertegenwoordigsters. De 18e dynastie van Egypte onderscheidt zich door een opvallende terugkeer naar de oude traditie. Zij verzekerden hun invloed door prestigieuze titels, vaak weer geassocieerd met de godin Hathor, waaraan hun privileges waren verbonden en die hun positie versterkten. Zich baserend op de hypothese van een matriarchale origine van de Egyptische samenleving waren de eerste Egyptologen geneigd om de overheersende rol van de vrouwen van de 18e dynastie als teken van een matrilineair koningschap te zien.
Achnaton veranderde de Egyptische religie. Hij voegde de goden Ra en Horus samen tot Ra-Horus die hij tot belangrijkste god bestempelde om zo een vorm van monotheïsme te introduceren. Ook liet hij een nieuwe hoofdstad bouwen, Achetaton. Het leidde tot vel verzet en zijn zoon Toetanchamon zou deze beslissingen weer snel ongedaan maken. Latere farao's breidden hun rijk verder uit in het zuiden, westen (Libië) en het oosten (onder Thoetmosis III tot aan de Eufraat) en met name de Ramsessidische koningen Ramses II en Seti I brachten de macht van Egypte tot op een hoogtepunt en zij heersten over grote gebieden langs de Middellandse Zeekust. Er werden grote bouwprojecten uitgevoerd zoals in Karnak en Thebe.
Rond 1200 v. Chr. vond de brandcatastrofe plaats. Het is niet helemaal duidelijk wat in deze tijd gebeurde maar de beschavingen rond de Middellandse Zee gingen ten onder. Mogelijk door invasie van de Zeevolken of door grote volksverhuizingen. Alleen de Egyptische beschaving wist zich staande te houden doordat Ramses III deze Zeevolken tot staan wist te brengen maar deze hielden wel de controle op zee. Hiermee zou het Nieuwe Rijk voorgoed zijn machtspositie in het Nabije Oosten verliezen.

### Derde Tussenperiode
Na de brandcatastrofe begon een periode die de duistere eeuwen werden genoemd die ook voor de Egyptenaren grote maatschappelijke instabiliteit betekenden. Egypte werd verdeeld tussen de heersers van de Delta in Tanis (21e dynastie) en de Hogepriesters van Amon in Opper-Egypte: Thebe. Beide takken beweerden opvolgers te zijn van de Ramsessiden en trouwden met elkaar. Gedurende de helft van de 21e dynastie deden de Libiërs hun intrede. Met Osorkon de Oudere kwam er voor het eerst een Libische farao op de troon, zijn nakomelingen zouden heersen tijdens de 22e, 23e en 24e dynastie.

### Late Periode
Egypte kende in de Late periode (712 - 332 v. Chr) nog een bloeiperiode van eenheid maar ook van buitenlandse overheersers. De farao's van de 25e dynastie, heersers van Nubië, grepen de macht en veroverde eerst Beneden-Nubië, daarna Opper-Egypte en vervolgens de Neder-Egypte waar verschillende farao's werden verslagen. Zij regeerden een tijd lang beide landen (Nubië en Egypte). Door de Assyrische steun wist Psammetichus I van Saïs zich uit te roepen als farao en de Nubische farao's te verslaan. Vanaf 525 v.Chr. werd Egypte een deel van het Perzische Rijk. Na 404 v.Chr. wisten de Egyptenaren met Griekse hulp, hun onafhankelijkheid te heroveren op de Perzen. De Achaemenidische Artaxerxes III wist echter in 343 v.Chr., met Griekse huurlingen, Egypte weer te heroveren.

### Ptolemeïsch Egypte
Alexander de Grote veroverde Egypte in 332 v.Chr. Na de dood van Alexander nam Ptolemaeus I Soter de macht over in het Nijlgebied en begon de heerschappij van de Griekse farao's. Alexandrië werd vanaf nu de nieuwe hoofdstad. Deze periode eindigde met de dood van Cleopatra VII in 30 v.Chr.. Hierna werd Egypte ingelijfd bij het Romeinse Rijk en werd keizer Augustus de eerste Romeinse farao en werd Egypte een Romeinse provincie.

## Taal en schrift

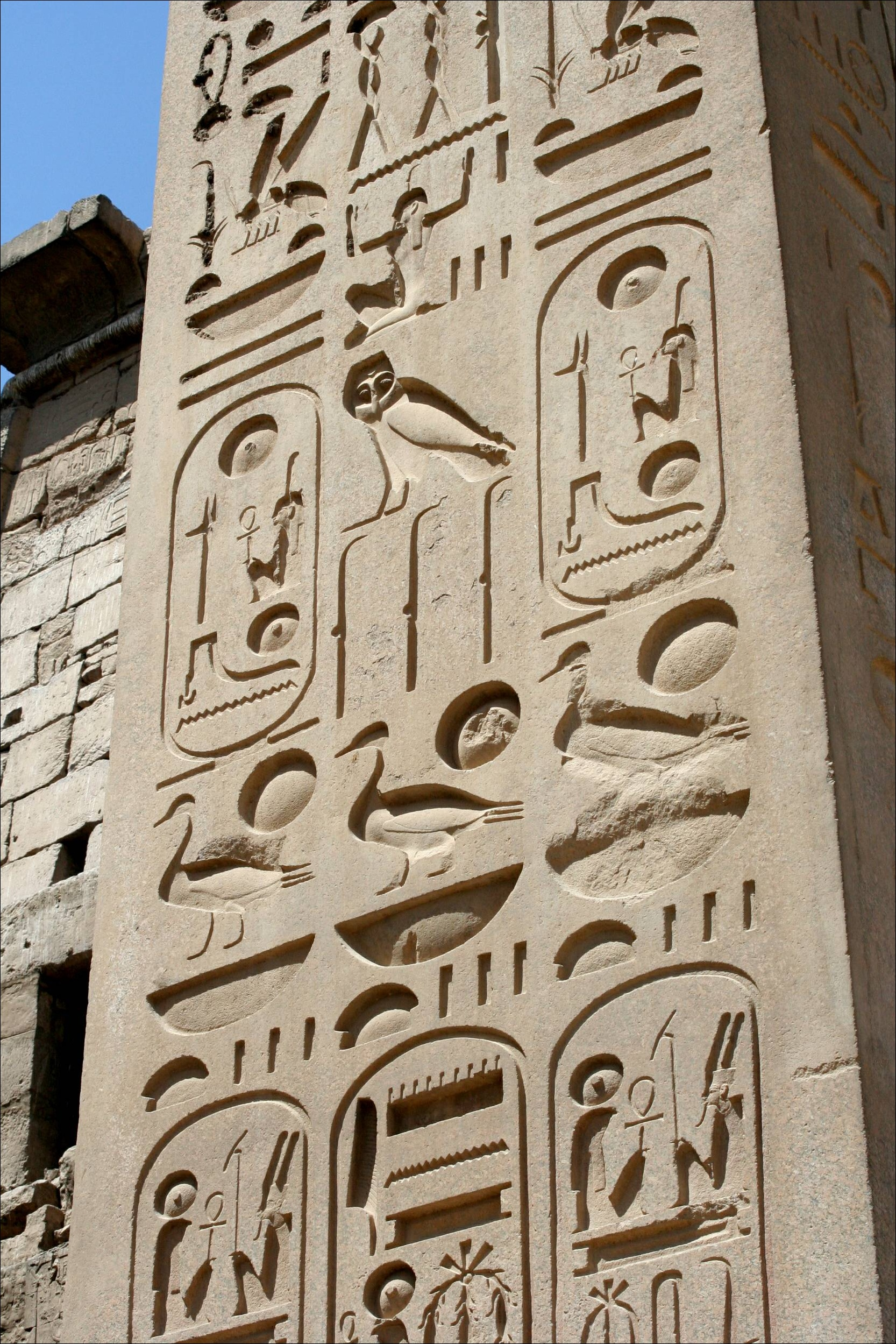
Hiërogliefen op de obelisk van de Luxortempel. De namen van farao's werden omlijnd met een cartouche, een soort ovaal.

De Egyptische taal werd als spreektaal waarschijnlijk al vanaf 3200 v. Chr. tot ver in de middeleeuwen gesproken. Het was een Afro-Aziatische talen die verwant is aan het Berber en aan de Semitische talen. De taal heeft zich in de loop van de eeuwen ontwikkeld waardoor de spreektaal langzaamaan veranderde. Het schrift is wel grotendeels hetzelfde gebleven. In het schrift werden twee soorten gehanteerd:
- De hiërogliefen vormen een pictografische schrift dat bestaat uit pictogrammen en ideogrammen waarmee elk teken een voorwerp, begrip of soms complete zin kan representeren. Ook kunnen klanken worden uitgebeeld waarbij het principe van een rebus werd gehanteerd. Dit schrift werd voor officiële documenten en op monumenten gebruikt.
- Voor alledaags gebruik werd het hiëratisch schrift en later het demotisch schrift gehanteerd.

Vanaf het Middenrijk ontstond een eigen literatuur. Belangrijke werken zijn het Verhaal van Sinuhe, de Westcarpapyrus en De zinloze tochten van Wenamoen.
Het ontcijferen van de hiërogliefen en het demotisch schrift bleek bijzonder moeilijk totdat in 1799, tijdens de Franse expeditie naar Egypte onder leiding van Napoleon, de Steen van Rosetta werd gevonden. Deze bevat een tekst, opgesteld door Ptolemaeus V Epiphanes in 196 v.Chr., die in drie schriften was opgesteld.
- In hïerogliefen
- In het demotisch schrift
- In het Koinè-Grieks

Aangezien het Grieks al bekend was kon men van hieruit de andere schriften vertalen en verder bestuderen. Later zouden nog meer decreten in zowel Egyptisch als Grieks gevonden worden waardoor Het Egyptisch beter doorgronden kon worden.

### Taalstadia
Een van de oudste archeologische vondsten die hiërogliefen bevat is het palet van Narmer. Vanaf ongeveer 2900 v.Chr. zijn teksten geschreven in het Oudegyptisch, een Afro-Aziatische taal. De eerste teksten van enige omvang dateren uit de periode van 2500 v.Chr. Vanaf het Middenrijk (ca. 2140-1650 v.Chr.) schrijft men teksten in het Middel-Egyptisch, een taalstadium dat in latere periodes wordt beschouwd als klassiek. De Middel-Egyptische grammatica wordt gekenmerkt door synthetische werkwoordsvormen. Het Nieuw-Egyptisch, de taal van het Nieuwe Rijk, kenmerkt zich juist door analytische werkwoordsvormen. Dit taalstadium gaat vervolgens rond de 7e eeuw v.Chr. over in het Demotisch, dit was vooral een verandering in schriftsysteem. Vanaf ca. 330 v.Chr. wordt in Egypte eveneens het Grieks gebruikt. In die tijd worden documenten vooral in Grieks en Demotisch opgesteld. In de 3e eeuw n.Chr. ontstaat het Koptisch als taalfase, de inheemse Egyptische taal wordt dan met Griekse lettertekens geschreven. Dit sterft vanaf de 17e eeuw uit als gesproken taal door toedoen van vervolging door de Mammelukken, maar wordt nog steeds door de Koptische Kerken gebruikt als liturgische taal. Het Arabisch wordt vanaf 800 gebruikt en is tot op heden de schrijf- en spreektaal in Egypte.
Zie ook:
- Egyptisch (taal)
- Egyptische cijfers
- Egyptische hiërogliefen
- Oudegyptisch (taalstadium uit het Egyptisch)
- Oud-Egyptische literatuur
- Koptisch
- Papyrologie

## Geografie

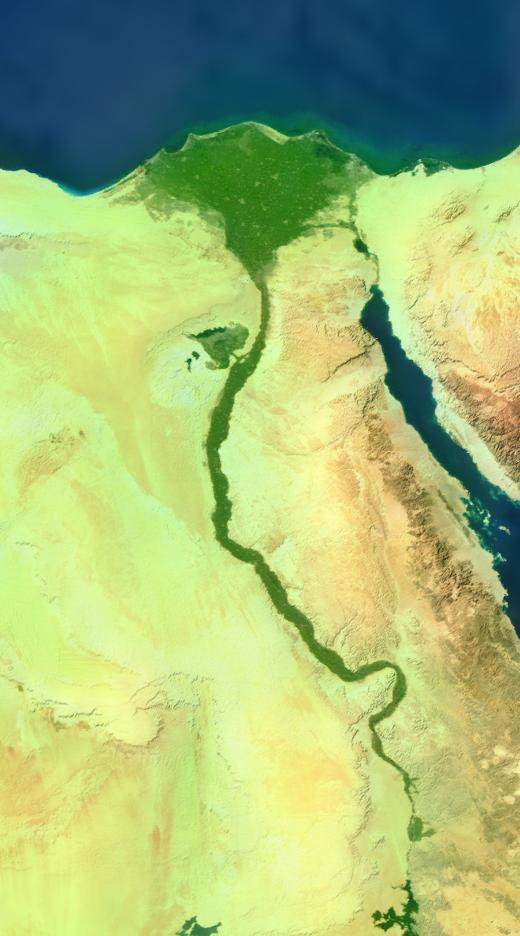
De Nijlvallei was het centrum van de Egyptische beschaving.

Het grootste deel van Egypte ligt in Noord-Afrika; het schiereiland Sinaï ligt daarentegen in Zuidwest-Azië. Het land wordt in het noorden begrensd door de Middellandse Zee en in het oosten door de Rode Zee; in het westen grenst het aan Libië, in het zuiden aan het Nubische cataractengebied (Soedan), en in het oosten aan de Gazastrook, Palestina en Israël.
Het oude Egypte was oorspronkelijk verdeeld in twee cultuurgroepen, die als Opper- en Neder-Egypte bekendstaan. Neder-Egypte was het noordelijke deel waar de Nijl in de Middellandse Zee uitmondt. Opper-Egypte was het zuidelijke deel. De reden voor deze in onze ogen omgekeerde benaming is dat Egypte als de "Gift van de Nijl" werd gezien en daarom deze rivier als maatstaf diende voor de plaatsbepaling. De oorsprong van de Nijl en het punt waar de Nijl Egypte binnenstroomt, ligt in het hoger gelegen zuiden. De rivier stroomt via de lager gelegen delta de Middellandse Zee in.
In het oosten ligt de Arabische keten, waar talrijke mineralen gedolven werden, en goud werd gevonden in de gebieden tussen de Nijl en de Rode Zee, en in de cataractenregio. Het goud werd vooral gedolven om er tempels mee te voorzien, en om handel te drijven met het buitenland.
In het westen ligt de Libische keten waar vooral zandsteen en kalksteen gevonden wordt, waarmee monumenten zoals tempels, piramides en sculptuur gerealiseerd werden.

### Nijl
De Nijl is ongeveer 6853 km lang en de gehele Egyptische maatschappij is rond haar oevers gebouwd. In het zuiden van Egypte was er slechts een kleine strook vruchtbaar gebied, terwijl de Nijl in het noorden zich opsplitste in verschillende vertakkingen. Dit is de Delta waar het grootste deel van de vruchtbare gronden lagen. Een zijtak van de Nijl, de Bahr Yusef bevoorraadt daarnaast de Fajoem met water, waardoor daar eveneens vruchtbare gronden liggen.
De Nijl zelf was echter de ware levensader van het oude Egypte. De jaarlijkse overstromingen lieten een vruchtbare laag slib achter op het land als het overstromingswater zich terugtrok. De moesson (regentijd) op het Ethiopisch Hoogland zorgde ervoor dat de rivier de Nijl rond de zomer overvloedig overstroomde. Juist het feit dat de overstromingen zich in de zomer voordeden zorgde ervoor dat de landbouw grote opbrengsten gaf. Het kon echter gebeuren dat de overstromingen te zwak of te sterk waren, wat in beide gevallen kon leiden tot hongersnood. Mogelijk zijn enkele jaren van achtereenvolgende ontoereikende overstromingen ten gevolge van klimaatveranderingen de oorzaak voor het uiteenvallen van het Oude Rijk, resulterend in de Eerste tussenperiode.
De Nijl werd ook geassocieerd met de Egyptische Nijlgod Hapy. Hij moest zorgen voor het evenwicht tussen overstroming en vruchtbaarheid

### Steden en Nomes
Steden werden langs de Nijl gebouwd, en gezien het feit dat de Nijl zich in de loop der tijd heeft verlegd en de meeste oude steden onder moderne steden begraven liggen zijn er slechts enkele steden opgegraven. Daarentegen zijn de funeraire monumenten die aan de andere kant van de Nijl lagen, wel goed bewaard gebleven. Hierdoor lijkt de oud-Egyptische samenleving nogal sterk gericht te zijn geweest op het bouwen van graven en het leven na de dood.
Enkele bekende steden zijn:
- Alexandrië
- Gizeh
- Heliopolis
- Karnak
- Philae
- Saqqara
- Thebe
- Westelijke Oases

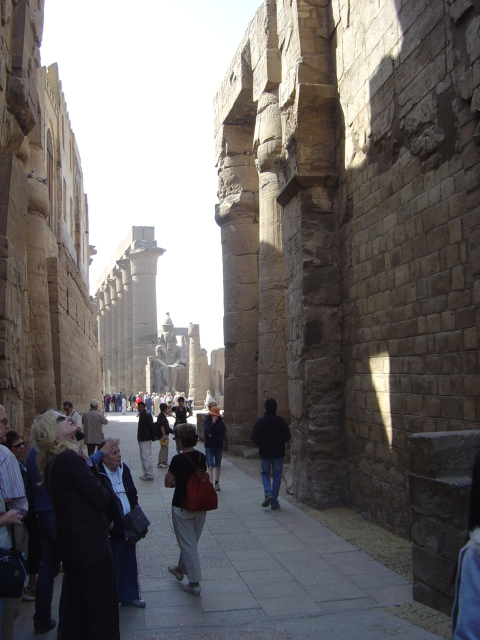
Tempel van Luxor (het vroegere Thebe)

Belangrijke plaatsen waarmee het oude Egypte handel dreef:
- Byblos
- Poent

De oud-Egyptische steden werden gegroepeerd in 42 districten: 20 in Neder-Egypte en 22 in Opper-Egypte. Deze districten werden Sepaoet genoemd door de Egyptenaren, na de Griekse en Romeinse overheersing werden deze Nomoi of Nomos genoemd.
Zie ook:
- Egyptische nomos
- Lijst van steden van het oude Egypte

## Religie

### Egyptische godheden

#### Pre-dynastie
Het Egyptische pantheon omvat meer dan vijftig verschillende godheden, waarvan de meeste dateren uit pre-dynastische tijden. De stammen die destijds de regio bevolkten aanbaden hun eigen afzonderlijke goden, die normaal gesproken het lichaam van een dier hadden. Naarmate de Egyptische beschaving zich ontwikkelde, namen de godheden menselijke eigenschappen aan. In veel gevallen werden de goden afgebeeld met menselijke lichamen, maar behielden zij hun dierenhoofden. Aan het begin van de dynastie van het oude koninkrijk (3100 voor Christus) ontwikkelde zich uit de primitieve lokale en stamgebonden religies een nationale religie. Veranderingen in politieke machtsverhoudingen resulteerden echter in een veranderende status van de Egyptische goden. In het algemeen kan gezegd worden dat wanneer steden of regio's politiek dominanter werden, ook hun goden op de voorgrond traden.

#### De scheppingsmythen
Veel Egyptische goden spelen een rol in verscheidene van de Egyptische scheppingsmythen, die een verklaring boden van de plaats van de Egyptenaren in de kosmos. Ook voor verklaring van geobserveerde natuurlijke processen, zoals het overstromen van de Nijl, waren die van belang. Het overstromen van de Nijl was een bestaansvoorwaarde voor de Egyptische beschaving. Als gevolg hiervan overheersten goden die met de natuur geïdentificeerd werden in de Egyptische scheppingsverhalen. Enkele van de bekendste scheppingsmythen refereren aan Nu of Nun, en zij beschrijven de kolkende zee van de chaos die voor de schepping bestond. Uit deze chaos rees de Egyptische zonnegod Ra. Deze schiep vervolgens zowel mannelijke als vrouwelijke godheden. Op hun beurt werden uit deze godheden weer nieuwe godheden geboren, en deze laatste geschapen godheden waren verantwoordelijk voor de schepping van de fysieke wereld. Ra was ook verantwoordelijk voor de schepping van de mensheid. Eén bepaalde scheppingsmythe verhaalt over de schepping van de mensheid uit de tranen van Ra.

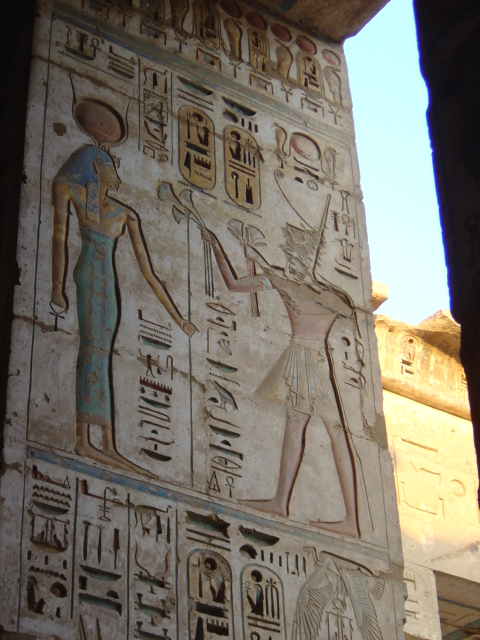
Dodentempel Ramses III in Medinet Haboe: Farao brengt hulde aan Hathor.

#### Leven na de dood
De Egyptische goden waren nauw verbonden met het sterke Egyptische geloof dat er leven na de dood was. De doden werden voorzien van voedsel, drank, wapens en andere noodzakelijkheden. Familieleden bezochten vaak de graftomben met nog meer geschenken. Een correcte zorg voor de doden was vereist om eeuwig leven te verzekeren. De Egyptische kijk op het leven na de dood bestond uit een aantal verschillende concepten, waarvan het belangrijkste ba genoemd wordt - dit kan doorgaans vergeleken worden met het bestaan van de persoonlijkheid van een individu. Het concept van ba resulteerde in de fysieke manifestatie van een individu na de dood. Deze manifestatie vond gewoonlijk plaats in de vorm van een vogel. Op deze manier werd het individu een onderdeel van de levende seizoenen van de natuur. Daarnaast was er ook nog de ka, de ziel van een individu. Als iemand het eeuwige leven wilde, moesten na zijn of haar dood in het graf de ba en ka herenigd worden tot de akh, een onsterfelijke geest. Als dit gebeurd was, ging de akh naar de hemel en leefde daar eeuwig verder.
Bij deze religie speelde ook mummificatie een rol bij de gedachte van leven na de dood.

### Zweem van monotheïsme
De Egyptische religie in de oudheid was een steeds maar veranderend mengsel van verschillende Egyptische goden en stamgebonden en regionale tradities. Het gevolg hiervan was dat er verschillende conflicterende geloofssystemen bestonden. Er bestond geen verzameling van eendrachtige leerstellingen zoals de Bijbel. De farao was belast met het vaststellen van de wil van de goden. Na verloop van tijd werden deze conflicten verenigd en een trend naar monotheïsme begon zich te ontwikkelen. Deze trend bereikte zijn hoogtepunt tijdens de heerschappij van Amenhotep IV (ca. 1351-1333v.C.) toen hij Aton, ook wel De Zonneschijf, als de enige universele god instelde. Dit concept druiste in tegen duizenden jaren van Egyptische religieuze tradities. Een hele cultus werd rond Aton opgebouwd, maar het volk en de aristocratie volgden Amenhoteps revolutionaire gedachtegang niet. Het concept van één god eindigde daarom al snel na zijn dood. De aanbidding van meerdere goden werd tijdens de heerschappij van zijn zoon, de nog zeer jonge koning Toetanchamon volledig hersteld. Zijn geboortenaam was Toetanchaton maar eenmaal farao herstelde hij, onder invloed van de priesters van de oude goden, met name die van de oppergod Amon-Ra, en van het leger en de hofhouding de oude erediensten en veranderde ook zijn naam in Toetanchamon. De Atoncultus werd volledig vernietigd en Amenhoteps naam werd, als verrader, volgens de traditie weggekrast.
Er bestaat weinig in de oud-Egyptische religies dat direct vergeleken kan worden met de hedendaagse religies zoals het christendom, het jodendom en de islam. Maar, de concepten van goddelijke schepping en van leven na de dood zijn op zijn minst gedeelde thema's. Een overheersend idee is dat Egyptische goden zich, net als alle andere goden en religieuze geloofssystemen, ontwikkelden als gevolg van pogingen van de mensheid om de fysieke wereld te verklaren.

### Egyptische religieuze praktijk

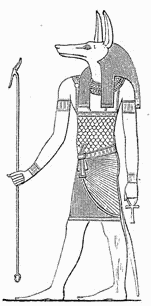
Anubis.

De Egyptische godsdienst kende verschillende mythologische en kosmologische uiteenzettingen die inzicht gaven in de schepping van de goden- en de mensenwereld. De grote tempels speelden een belangrijke rol bij het doen voortbestaan van de schepping. De rituelen die in deze tempels werden uitgevoerd hadden tot doel de orde van de schepping te bewaren en alle kwade invloeden die het voortbestaan van de wereld bedreigden te verdrijven.
Er is veel bekend over de Egyptische religie omdat er veel schriftelijke bronnen zijn, zoals papyri, teksten in graven, en vooral veel teksten in tempels, die inzicht verschaffen in de dagelijkse tempelrituelen en feesten die plaats hadden gedurende het jaar.

### Priesteressen
Er werd in het openbaar leven ook een functie aan de vrouw als priesteres toegekend. Reeds in de Proto-dynastieke Periode was dit uitdrukkelijk het geval. Na de opkomst van het koningschap kreeg de priesteres aanvankelijk een gelijkwaardige rol te vervullen. Immers moest de farao dagelijks als eerste werk het ritueel in de tempel opvoeren voor regeneratie van de vruchtbaarheid. En dat kon hij alleen met de hulp van de priesteres. Spoedig werd de functie van priesteres door de koningin overgenomen, of werd de priesteres koningin aan de zijde van de farao. Cultussen die in hoofdzaak door priesteressen werden waargenomen waren die van Hathor, Isis en Neith. Ook de verzorging van de doden om hen naar het hiernamaals te begeleiden kon door de priesteres worden uitgeoefend. Een aantal kenmerkende eretitels werden speciaal voor priesteressen gereserveerd zoals Godsvrouw en Godsvrouw van Amon. Maar er waren er nog wel meer.

### Goden
De belangrijkste goden zijn:
| - Amon - Anubis - Bastet - Bes - Chnoem - Hapy - Hathor - Horus - Isis - Maät - Min |  | - Moet - Noet - Osiris - Ptah - Ra - Seth - Sobek - Sokaris - Taweret - Thoth |

Andere goden zijn: Aker, Amaunet, Ammit, Amon-Re, Anat, Anhur, Anuket, Apedemak, Apis, Apepi, Astarte, Atoem, Aton, Baäl, Baälat, Banebdjedet, Benben, Benoe, Buchis, Chepri, Chnoem, Chons, Geb, Hapi, Harmachis, Hatmehyt, Heh/et, Heket, Hesat, Hu, Imhotep, Kadesh, Kek/et, Mandulis, Mentoe, Meskhenet, Miysis, Mnevis, Naunet, Nefertem, Neith, Nekhbet, Nenu/t, Nephthys, Noen, Oog van Ra, Pakhet, Qudshu, Qetesh, Renpit, Reshef, Satet, Seker, Sekhmet, Selket, Serapis, Sesjat, Sjoe, Sopdet, Tatenen, Tefnut, Toëris, Tabh, Horuszonen, Wadjet en Werethekau.

## Oud-Egyptische architectuur

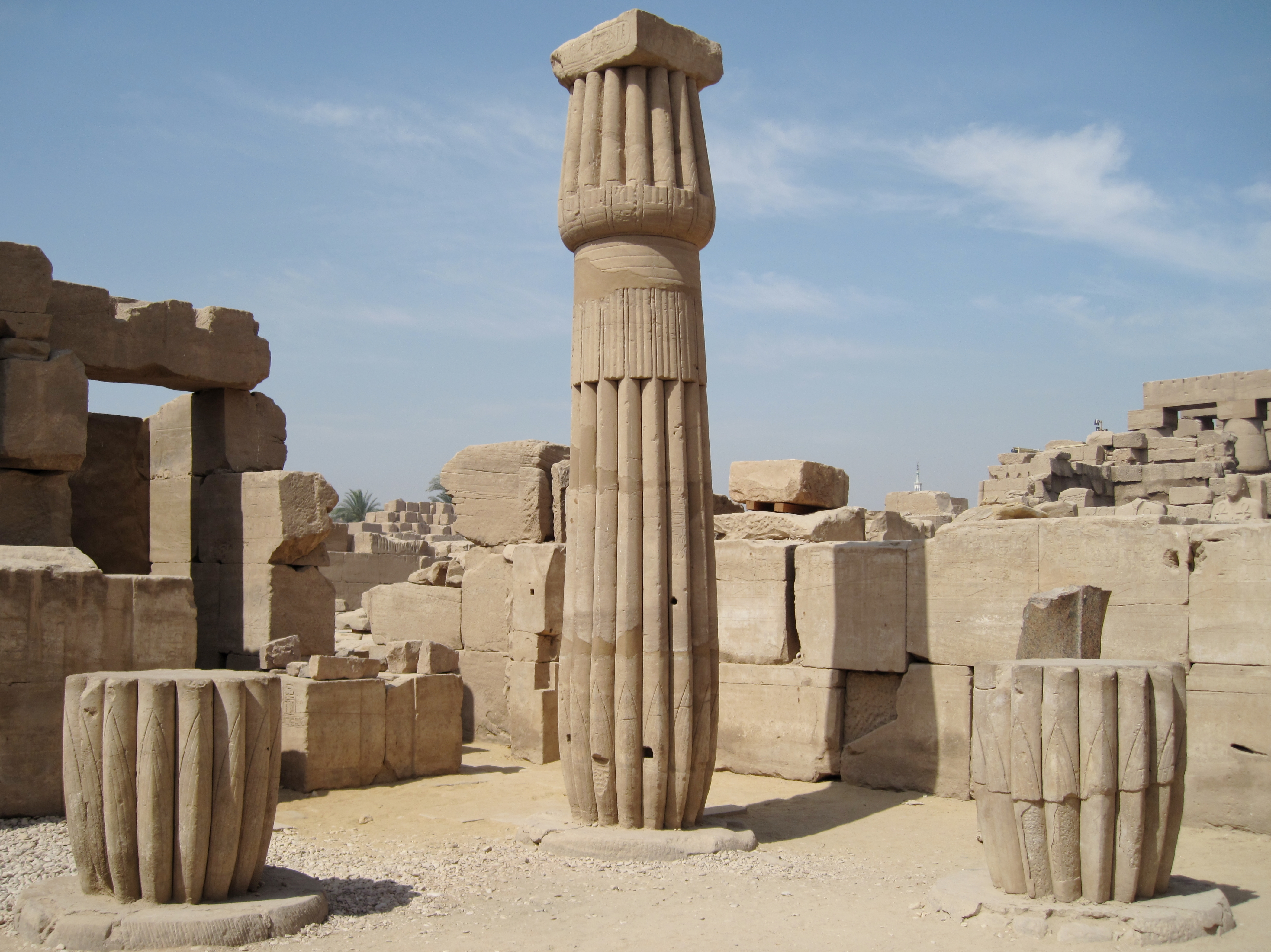
papyruszuilen in Karnak

Om de oud-Egyptische architectuur te bestuderen is men vooral aangewezen op de grotere monumenten, zoals de tempels en de piramiden die uit graniet zijn opgebouwd en die de tand des tijds hebben doorstaan. De Egyptische tempels kunnen ingedeeld worden in dodentempels, zonnetempels en cultustempels. In elke tempel werd een specifieke god of soms overleden farao aanbeden. De cultustempels hadden gewoonlijk een pyloon, de typerende toegangspoort. Een typisch kenmerk is de Egyptische zuil die in verschillende vormen voorkwam, zoals de papyruszuil die geïnspireerd is op het papyrusriet, de lotuszuil en de Hathorzuil. Andere ornamenten waren de obelisk en de dromos.

## Oud-Egyptische kunst
Het oude Egypte is vooral bekend door zijn kunstwerken die over musea in de hele wereld zijn verspreid en ook in Egypte zelf te bewonderen zijn. De Egyptische kunst bleef goed bewaard omdat de Egyptenaren veel waarde hechtten aan religie en het leven na de dood, waarvoor duurzame materialen werden gekozen, zodat de monumenten en sculpturen de tand des tijds zouden kunnen doorstaan. Zoals echter uit het voorgaande blijkt, kunnen de resten die bewaard zijn gebleven een enigszins vertekend beeld geven.

## Samenleving

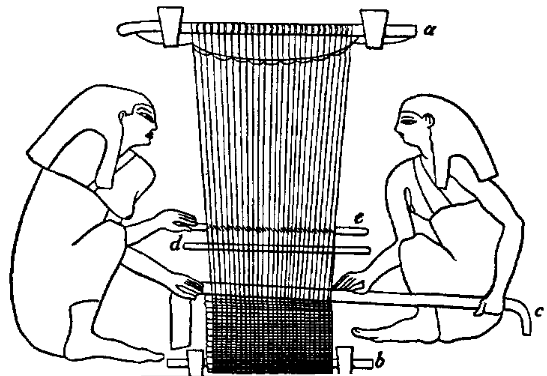
Tapijtweefsters uit de grot van Beni Hasan.

De meeste oude Egyptenaren waren boeren en leidden een eenvoudig leven. Zij bezaten kleine stukjes grond langs de Nijl. Rond de Nijl verbouwden de Egyptenaren 8-9 maanden per jaar tarwe, vruchten en groente. Ze hielden ook geiten, schapen en vee om in hun levensonderhoud te voorzien ten tijde van de jaarlijkse overstromingen. 1/4 van het jaar stonden de akkers onder water en konden de boeren niks doen. Ze konden dan meehelpen aan de bouw van piramides, tempels of andere gebouwen.

### Rechtspositie van de vrouw

Sesjat, godin van het schrift

De rol van de vrouw in het oude Egypte is opmerkelijk. In vergelijking met de klassieke oudheid van Griekenland hadden de vrouwen in Egypte veel meer rechten. Er waren vrouwelijke farao's zoals Hatsjepsoet, en de troonopvolging verliep via de vrouwelijke lijn. Verder zijn er administratieve papyri waarin vrouwen genoemd worden als grootgrondbezitters.
De informatie omtrent de matriarchale maatschappijstructuur van het oude Egypte komt uit berichten van Grieken en Romeinen, niet uit Egyptische bronnen, mogelijk omdat de situaties voor de één heel gewoon, maar voor de ander juist heel ongewoon waren.
De vermogensrechterlijke positie van de vrouw typeerde haar algemene rechtspositie. Bij eigendomsoverdracht trad zij volledig zelfstandig op. Zij kon goederen aan haar kinderen overmaken zonder mogelijk verzet van de man, en zij kon ook bij het gerecht een klacht indienen. Deze praktijken komen tot uiting in oorkonden en gerechtelijke verslagen. Voor zover bekend ging het om gebruiksrecht en waren er geen systematische uiteenzettingen van deze leefregels in wetboeken.
De inhoud van de huwelijksovereenkomst bestond bijna uitsluitend uit vermogensrechtelijke en erfrechtelijke aangelegenheden. Het sluiten van het huwelijk lijkt verder geen rechtsdaad. Er wordt althans niets in de oorkonde over vermeld.
De bruidegom leverde een bruidsschat, en de bruid zorgde vooral voor huisraad. In alimentatie-oorkonden werd de man verplicht zijn volledige eigendom in dienst van het onderhoud van de vrouw te stellen. In de praktijk bleef de man op de achtergrond in huishoudelijke en familiale aangelegenheden, en liet de leidersfunctie daarvoor aan de vrouw over. Hij beschouwde haar als "meesteres des huizes", wat tevens het beheer van het familievermogen inhield.
Er was geen taboe op huwelijken tussen personen van verschillende sociale klassen of met buitenlanders. Zo zijn er ook huwelijken van Egyptische vrouwen en mannen met slaven of nakomelingen van krijgsgevangenen bekend. Buitenechtelijke betrekkingen waren niet geoorloofd. Kinderen die eruit voort sproten werden sociaal als "vaderloos" geklasseerd.
In geval van echtscheiding is er geen sprake van schuldprincipe. Oorzaak en reden van de scheiding blijven onbenoemd. Huwelijken konden ontbonden worden op basis van onvruchtbaarheid, of overspel, of huwelijksmoeheid. Hier konden eventueel ook strafrechtelijke bepalingen aan gekoppeld worden.
De vrouw bleef in bezit van de bruidsschat, de bruidsgift, de "vrouwenzaken" en een derde van het resterend familiebezit, indien de man het huwelijkscontract verbrak. Zij kon ook alimentatie vorderen. Na een scheiding was de man dan ook meestal verarmd.
De Egyptische was niet van het uitoefenen van allerlei beroepen uitgesloten, tenzij het om heel zware arbeid ging. Er waren opzichteressen en schrijfsters in de administratie. Vrouwen konden ook "vizier" of rechter zijn, of priesteres (de godin Sesjat was opmerkelijk patrones van het schrift). Uit teksten van Beni Hasan is zelfs een schatbewaardster bekend, al was in het algemeen de administratie in handen van mannen. Maar de Egyptische koningin beschikte over de koninklijke 'harem' als een woon- en administratief centrum onder haar hoede en in haar dienst. Zij regelde er de opvoeding van de koningskinderen en kinderen van vooraanstaande families, die er werden opgeleid. Zoals blijkt uit de rol die vrouwen in de administratie kregen toebedeeld, was er ook onderwijs voor meisjes voorzien.
Typerend voor het Egyptisch denken omtrent de positie van de vrouw is haar betekenis in de religie als Maät. Dit is het ordenend principe, waarvan de personificatie instaat voor het naar het dodengerecht voeren van de overledenen. De maät is bovendien in het dagelijkse leven datgene waar farao voor staat. Elke dag moet de mannelijke bewindvoerder van het faraoschap hiertoe de nodige rituelen volbrengen samen met de priesteres, de Godsvrouw of latere Godsvrouw van Amon.

### Kinderen
Kinderen van een eenvoudige afkomst gingen niet naar school maar moesten meehelpen in het dagelijkse leven. Kinderen van een goede afkomst volgden les aan de tempelschool. De beste mannelijke leerlingen van de tempelschool gingen naar de hofschool voor een hogere opleiding.

## Regering

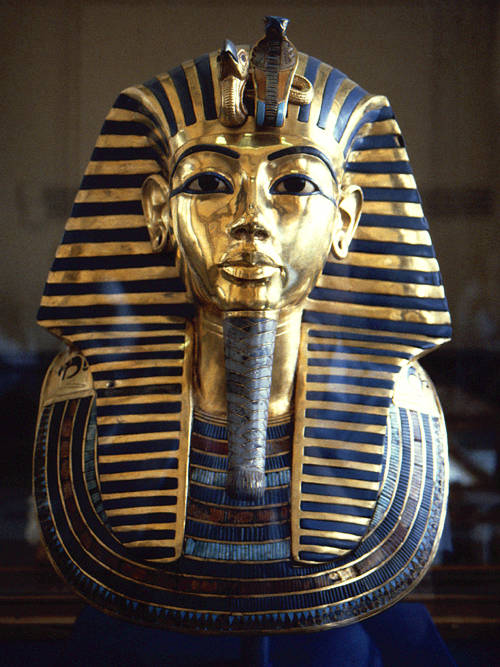
Het dodenmasker van Toetanchamon.

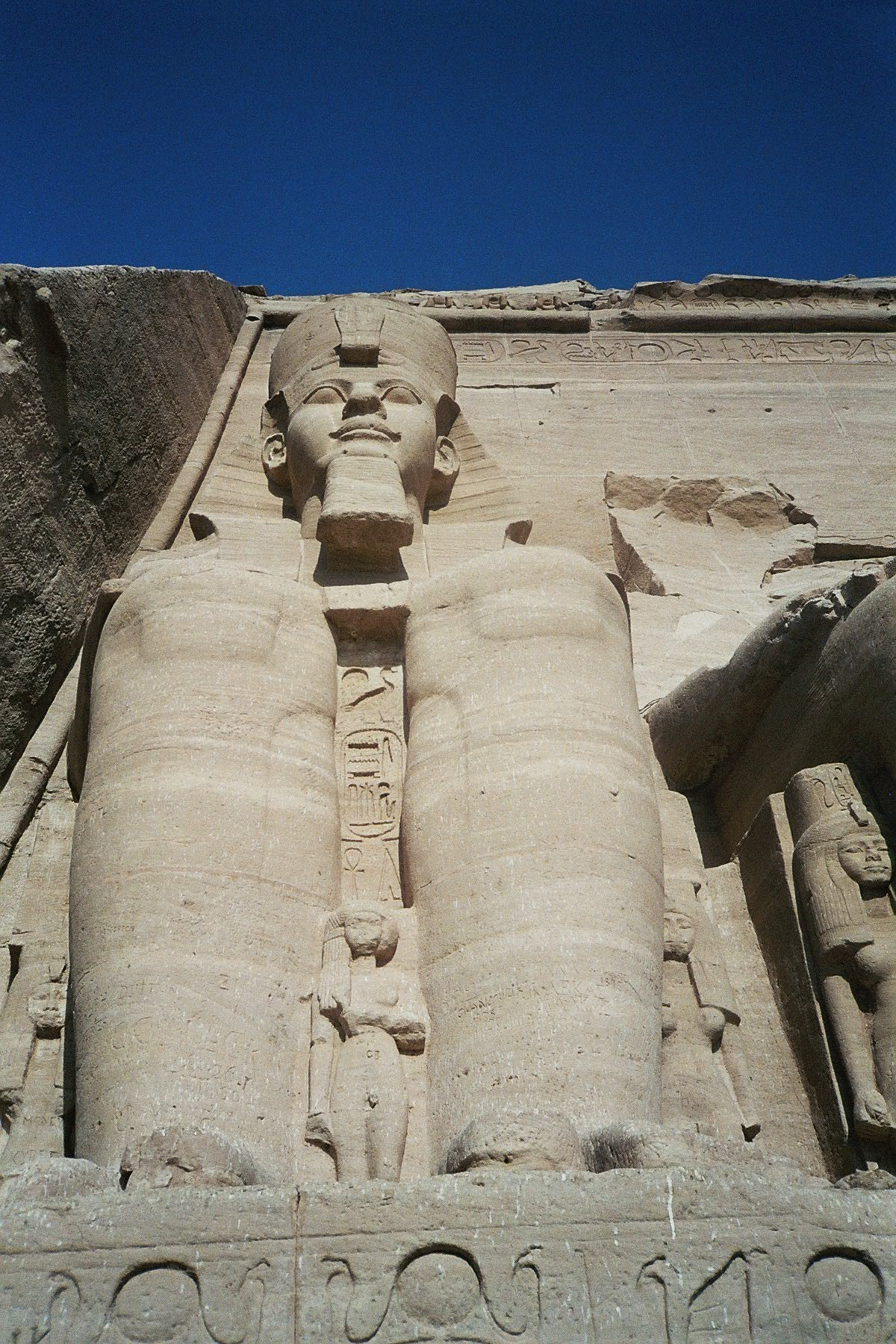
Beeld van Ramses II in Aboe Simbel.

Aan het hoofd van de Egyptische maatschappij stond het koningspaar, door de Egyptenaren aangeduid als n.sut in latere tijden ook wel farao genoemd (van per 'aa Het Grote Huis) soms overdrachtelijk gebruikt, zoals ook tegenwoordig bv. het Witte Huis. De titel van farao begon men in het Nieuwe Rijk, meer bepaald in het midden van de 18e dynastie van Egypte (ca. 1479 - 1425 v.Chr.) als enkel voor de mannelijke vertegenwoordiger, de koning, te gebruiken.
Hij werd toen gezien als zoon van Ra en stond aan het hoofd van het militaire, religieuze en bestuurlijke apparaat. Daarnaast kon hij ook in rechtszaken uitspraak doen. Zijn macht was niet altijd absoluut; in periodes van zwak centraal gezag namen de lokale gouverneurs of nomarchen veel autonomie. De farao kon zijn rijk natuurlijk niet alleen besturen en werd daardoor bijgestaan door ministers en ambtenaren. Aan het hoofd van de administratie stelde hij de vizier aan. Wat men soms vergeet is dat er ook vrouwelijke farao's hebben geregeerd over het oude Egypte, zoals Hatsjepsoet en Cleopatra. Maar de Egyptische koningin oefende ook naast een mannelijke bewindvoerder grote invloed uit. Zo regelde zij de erfopvolging en opleiding van de erfprinsen en -prinsessen. Ook met haar titel van koningin-moeder bleef zij nadien advies en bijstand verlenen aan de regerende koning.
Een selectie van de bekendste farao's van Egypte in de oudheid:
| - Narmer - Menes - Djoser - Choefoe of Cheops - Mentoehotep II - Senoeseret III - Ahhotep - Hatsjepsoet |  | - Thoetmosis III - Achnaton - Teye - Toetanchamon - Ramses II - Ptolemaeus I Soter I - Cleopatra VII |